# Radomer-Kielcer Leben
Radomer-Kielcer Leben (dosł. Życie Radomsko-Kieleckie) – żydowska gazeta wydawana w Radomiu od 1926 do wybuchu wojny w 1939.
Tygodnik ten był wydawany przez Chila Meira Herca. Zgodnie z założeniami wydawcy utrzymywał lokalny, ogólnoinformacyjny i ponadpartyjny charakter. Odbiorcami Radomer-Kielcer Leben byli rzemieślnicy, drobni kupcy, handlarze i urzędnicy.
Tygodnik kontynuował tradycje Radomer Leben (dosł. Życie Radomskie), wydawanego w latach 1921–1922 również przez Chila Meira Herca.